# Gaspar Homar

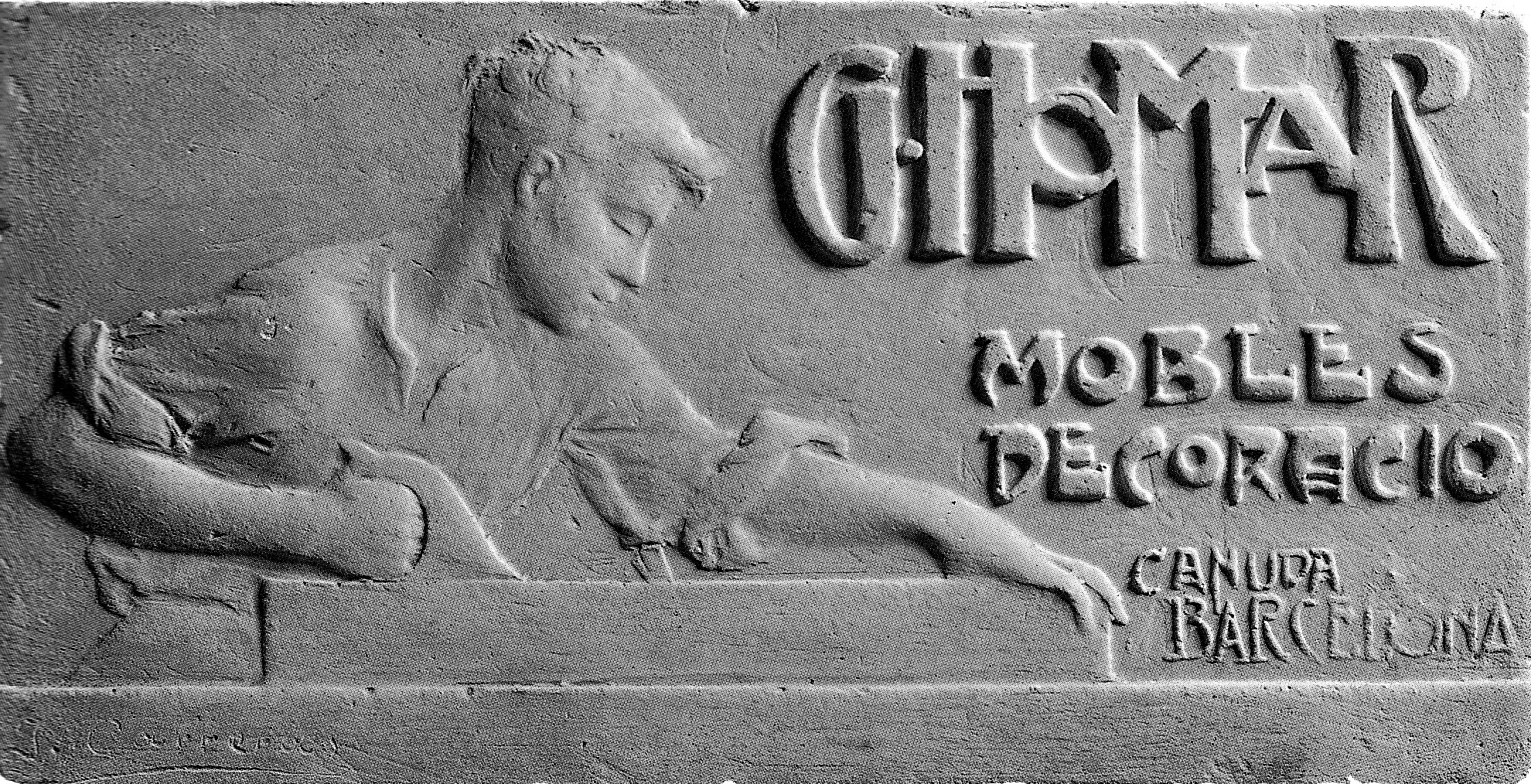
Imagen identificativa del taller de ebanistería.

Gaspar Homar i Mezquida (Buñola, 11 de septiembre de 1870 - Barcelona, 5 de enero de 1953), fue un ebanista, decorador (o ensemblier) y anticuario, considerado uno de los representantes más auténticos del movimiento modernista catalán en el campo de la decoración y la creación de muebles. Sus muebles, que pueden ser considerados de autor, son el reflejo del bienestar y de las aspiraciones de la pujante burguesía, y se distinguen por la utilización de maderas nobles y costosas y por los trabajos de marquetería y talla, donde recibió la colaboración de destacados artistas como Josep Pey, Sebastià Junyent o Joan Carreras i Farré. La obra de Gaspar Homar tiene una fuerte personalidad y está relacionada con la de los mejores artistas de la época, como Eugène Gaillard, Hector Guimard o William Morris y reinterpreta desde una óptica muy particular la influencia de la Secesión de Viena y de la Escuela de Glasgow. Participó y obtuvo medalla en las exposiciones de Londres, Madrid y Barcelona (1907), en la hispano-francesa de Zaragoza (1908) y en la Internacional del Confort Moderno de París (1909), y fue miembro del jurado de la Exposición Internacional de Venecia (1908).

## Biografía
Hijo de Pedro Homar y de Margarita Mezquida, y hermano de Margarita Homar, Gaspar nació en la aldea de Orient del pequeño pueblo de Buñola. Su familia se dedicaba a la carpintería. Su padre podía trabajar las maderas de construcción, fabricar prensas de aceite o ataúdes, y construyó muebles fieles a la tradición barroca o de influencia inglesa.  En 1883, se trasladó con su familia a Barcelona, atraído por la prosperidad laboral que ofrecía la futura Exposición Universal de 1888. El mismo año, padre e hijo ingresaron al taller de muebles y objetos artísticos de Francesc Vidal i Jevellí (1848-1914) donde, con sólo 13 años, Gaspar Homar comenzó a trabajar como auxiliar en el estudio de proyectos junto a su padre, que estaba en la plantilla de ebanistas de primera. Su experiencia en los Talleres Vidal fue esencial en su formación y en el desarrollo de su trayectoria artística. En 1887, se inscribió en la Escuela Llotja donde fue discípulo de Josep Mirabent i Gatell y realizó estudios en la rama «Aplicación» (Pintura decorativa y tejidos y bordados). En 1893, diez años después de su incorporación a los Talleres Vidal, se independizó junto con su padre, abriendo un obrador y tienda en la Rambla de Cataluña, y un año después se hizo socio del Centro de Artes Decorativas, entidad que tenía como propósito el fomento de las industrias artísticas y el impulso del progreso del arte decorativo. Es en este momento que se inició una relación profesional con arquitectos como Lluís Domènech i Montaner o Josep Puig i Cadafalch, con quien trabajaría en diferentes proyectos decorativos. En 1898, se trasladó a un nuevo local en la calle de la Canuda y poco después ingresó al Círculo Artístico de Sant Lluc. Durante la primera década del siglo XX, realizó las obras modernistas más emblemáticas y a partir de 1915 se hizo patente el declive de su producción modernista, por lo que alternó entonces con los estilos históricos y con algunos proyectos de Art déco. En el año 1920, a raíz de los enfrentamientos entre facciones patronales y sindicalistas que ocurrieron en Barcelona, decidió cerrar el taller de producción.
Debido a las huelgas que afectaron el ramo de la ebanistería durante los años treinta, así como por el propio agotamiento del modernismo, Homar dedicó la última etapa de su vida al comercio de antigüedades y a la tarea de restaurador de obras de arte.
Homar estuvo casado con Emilia Ramon y Montardit y tenía su residencia en la calle Bonavista de Barcelona, junto al taller de Sebastià Junyent y Josep Pey.

## Obra

### Etapa formativa en los talleres Vidal (1884-1893)
Nota: se sigue el orden temático propuesto en: Mariàngels Fondevila (1998).  Museu Nacional d'Art de Catalunya, ed. Catàleg de l'exposició. Barcelona.
En este primer periodo, Gaspar Homar se formó en los talleres de Francesc Vidal donde trabajaban cerca de doscientos operarios y donde se experimentaba con la integración de las diferentes ramas de los bellos oficios. Allí entró en contacto con personalidades de los diferentes ámbitos artísticos como Antoni Rigalt –jefe de la sección de vidriería artística y grabado al ácido–, Frederic Masriera i Manovens –el jefe de la sección de fundición artística–, y Joan Gonzàlez –en la sección de trazados de proyectos y planos–. No se conserva mucha información de las tareas exactas que desarrolló en este periodo pero es evidente que su aprendizaje en estos talleres debería dejarle huella.
De este episodio formativo de Homar en los Talleres Vidal, únicamente son testimonio algunos dibujos, algunas acuarelas y algunos muebles, con una clara influencia Vidalenca, donde destaca un cierto eclecticismo. Gaspar Homar incorpora en sus primeros proyectos uno de los signos modernistas por excelencia, el coup de fouet, representado por la flor de lis de tallo sinuosa, junto con rasgos mecanicistas como la rueda dentada y reminiscencias góticas impuestas por los dibujos de Viollet-le-Duc, y orientalizantes. Destaca también el uso de maderas claras como el sicómoro, el boj y el palisandro.
| Año  | Nombre | Ubicación                          | Descripción | Foto                  |
| ---- | ------ | ---------------------------------- | --- | --------------------- |
| 1891 | Silla  | Museo Nacional de Arte de Cataluña | Silla de madera de nogal teñida, con trabajos de talla calada. Tapizado de terciopelo pintado original. M: 85x38x37 cm. | Silla de Gaspar Homar |

### La época del modernismo (1896-1915)
En 1893, Gaspar Homar y su padre se independizaron de los talleres Vidal y abrieron un establecimiento propio en la Rambla de Cataluña 129, bajo la denominación de P.Homar i fill (P.Homar e hijo), justo al lado del taller de Alexandre de Riquer. En ese año entró a formar parte del equipo de colaboradores del arquitecto Lluís Domènech i Montaner, siendo esta colaboración decisiva para que Homar pudiera definir un estilo en el ámbito decorativo, y a la vez hacerse una clientela.
De estos primeros encargos destaca la decoración 1893 del Palau Montaner, donde el trabajo de Homar en el mobiliario y la decoración destaca por las influencias gótico-orientalizantes. 

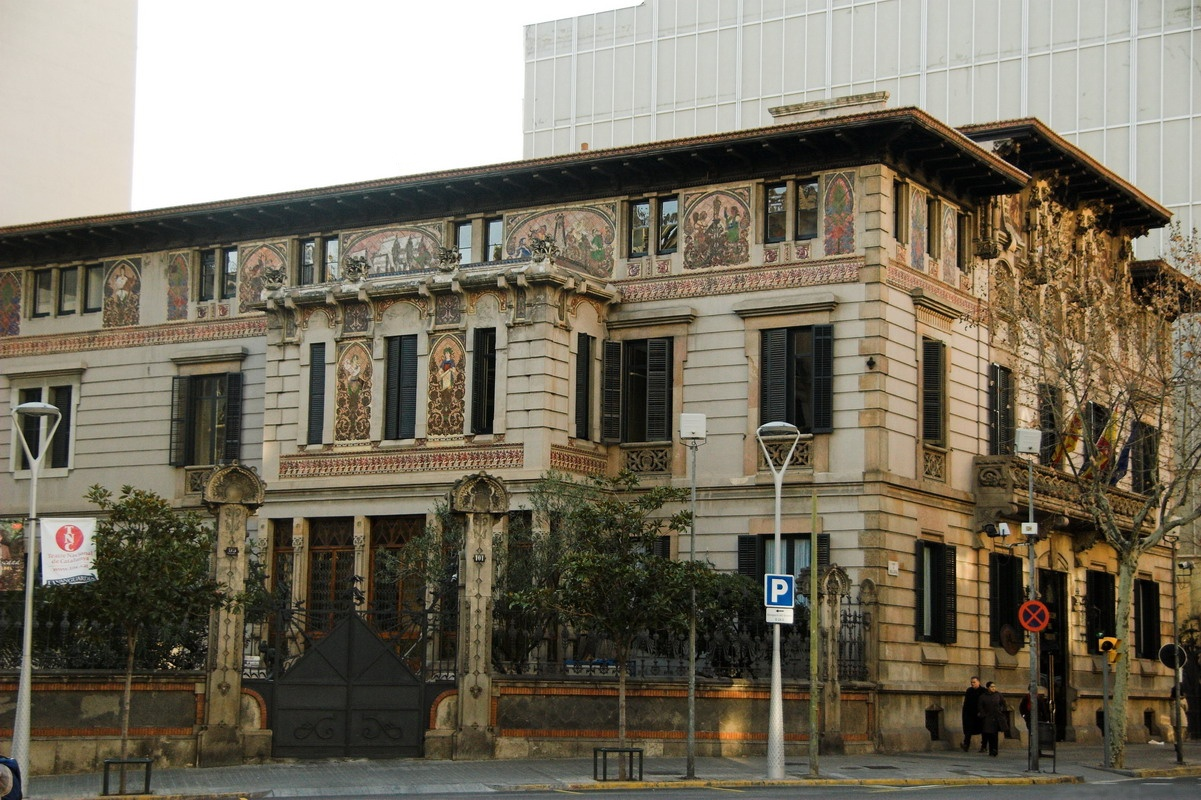
Palau Montaner obra del arquitecto Lluís Domènech i Montaner (1889-1893)

Pero Gaspar Homar también colaboró con otros arquitectos de referencia, Pere Domènech i Roura, Josep Majó, Joan Amigó i Barriga y Josep Puig i Cadafalch. Este último, en esta época, le encargó varios proyectos, como la realización del mobiliario de la Casa Amatller. Como creadores de programas iconográficos y decorativos, los arquitectos intervenían en la concepción de los diferentes elementos, planificando tanto la idea general de la obra como los espacios interiores. Así, los muebles de Homar de esta época presentan fórmulas decorativas tomadas del lenguaje de la arquitectura y, en este caso, los diseños de los muebles muestran el sello artístico del arquitecto, fundamentado en la recuperación de las formas tradicionales catalanas, especialmente del gótico.
A finales del siglo XIX Homar ingresó al Círculo Artístico de Sant Lluc, lo que le puso en contacto con uno de los núcleos intelectuales y artísticos más vivos de la ciudad, y en 1898, coincidiendo con la muerte de su padre, inauguró una tienda en la calle de la Canuda, junto al Ateneu Barcelonès. En esta nueva etapa, Gaspar Homar se asoció con su cuñado, el ebanista Joaquim Gassó. En este local, además de la tienda donde se vendían sus producciones, había una sala de exposiciones y una sección dedicada a las antigüedades y los productos de manufactura extranjera. El artista mostró una influencia internacional, fruto de sus viajes por Europa e incluso por África, manteniéndose en todo momento al corriente de las experiencias decorativas de otros países, especialmente de la inglesa. 

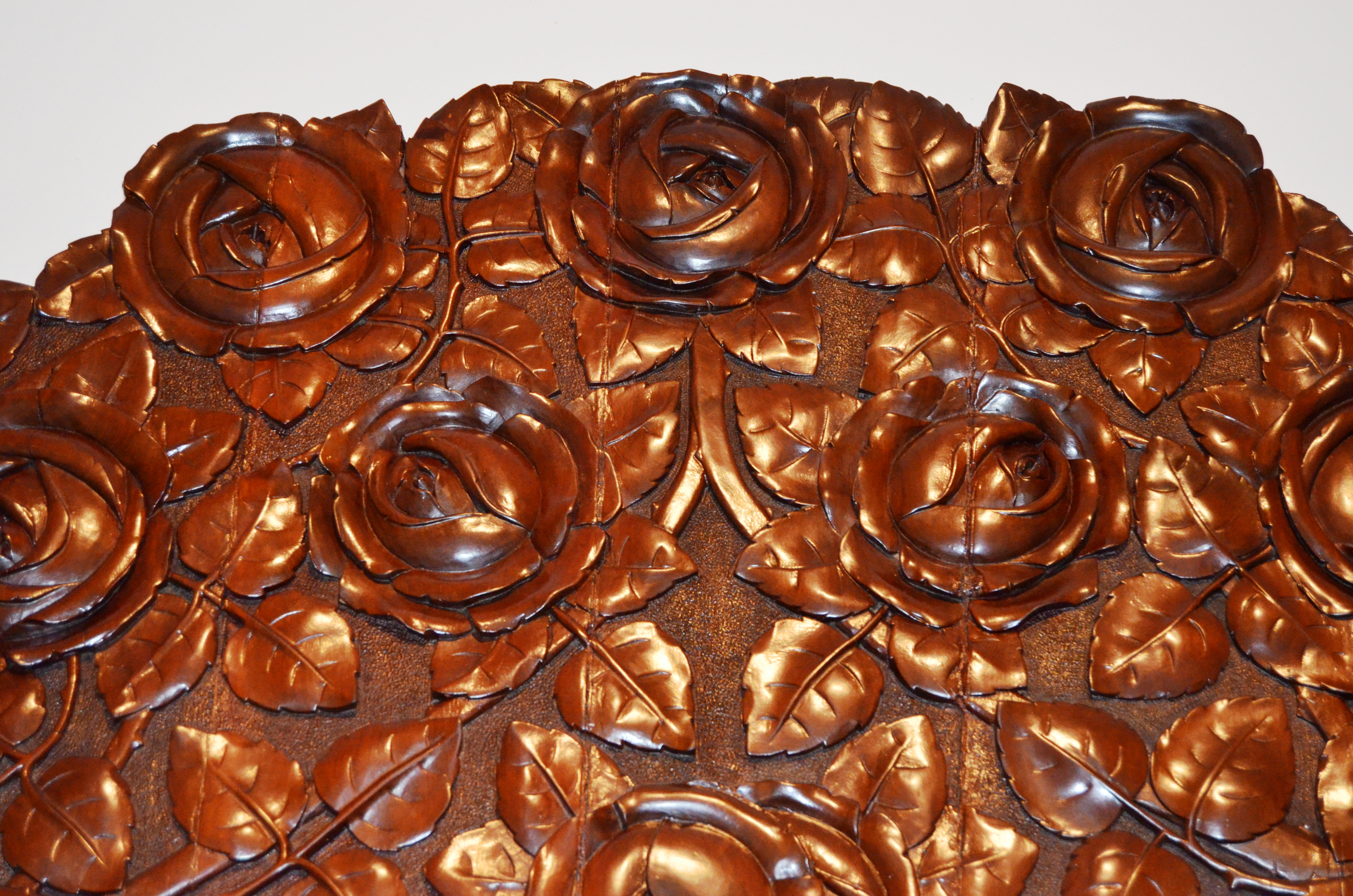
Detalle vegetal en madera tallada de un panel decorativo (el Ángel del sueño) del Museo del Modernismo Catalán.

Hasta el año 1900, las obras de Homero mostraron unos estilemas o rasgos característicos de naturaleza historicista y ecléctica, en las que destacó un aire neogótico de acento modernista con estilizaciones vegetales y ritmos sinuosos y asimétricos. Homar incorpora las maderas de tonalidades claras y un nuevo concepto de ornamentación, de influencia japonesa, que difiere del estilo ruso de los talleres de Francesc Vidal. También comienzan a verse referentes artísticos celtas, derivados de las propuestas decorativas del conjunto del Pabellón de Escandinavia de la Exposición Universal de París (1900). En esa fecha ya se había definido la ornamentación cuadrática, de talla o marquetería, y aparecieron los primeros síntomas de la recepción de los modelos decorativos de signo sezessionista en sus proyectos. Las rosas, el auténtico emblema de la firma Homar, alcanzaron un protagonismo determinante.
Un proyecto que se puede destacar en estos años es uno de sus primeros conjuntos en estilo reposado y sereno, que elaboró para amueblar Casa Trinxet (1904), una obra de Josep Puig i Cadafalch. En el comedor, en el que Joaquim Mir realizó las pinturas, Homar decoró los muebles, creando aplicaciones de metal que representan plantas florecidas y ramas de olivo típicas del gusto sezessionista.
| Año               | Nombre                                                                     | Ubicación                               | Descripción | Foto                                       |
| ----------------- | -------------------------------------------------------------------------- | --------------------------------------- | --- | ------------------------------------------ |
| 1900-1904         | Cama con cabezal, silla y mesita de noche                                  | Museo Nacional de Arte de Cataluña      | Cama con cabezal representando la Inmaculada Concepción dentro de un arco en madera de nogal español, talla de sicómoro, marquetería de fresno, jacaranda, raíz de nogal, abedul, eucalipto y dorados. M: 303,5x111,5 cm. (cabezal). 88x119,5 cm. (pies). Silla de madera de roble. M: 117x43,5x43,5 cm. Mesita de noche en madera de roble, raíces en los paneles y mármol, talla, marquetería y dorados. M: 146x51,5x42x5 cm. | Conjunto de dormitorio.                    |
| Circa 1903        | Arqueta "La Sardana"                                                       | Museo del Modernismo Catalán, Barcelona | Arqueta mesita de roble con marquetería (Sicómoro, tuya, arce gris, mansonia y caoba M: 186x111x45 cm. | Arqueta "La Sardana"                       |
| Fecha desconocida | Cama con cabezal, silla y mesita de noche, con representación de San Jorge | Museo del Modernismo Catalán, Barcelona | Dormitorio y silla de caoba y varias raíces. Medidas cabezal: 166x185x10 cm. Medidas pies: 103x180x12 cm. Medidas mesita: 112x44,5x36 cm. | Dormitorio con San Jorge                   |
| 1905              | Sofá escaño                                                                | Museo del Modernismo Catalán, Barcelona | Sofá escaño con vitrinas laterales. Madera de roble con paneles de marquetería. | Sofá escaño.                               |
| 1906              | Silla de piano                                                             | Museo del Modernismo Catalán, Barcelona | Silla de piano en madera de nogal. | Silla de piano.                            |
| Fecha desconocida | Pedestal                                                                   | Museo del Modernismo Catalán, Barcelona | Pedestal en fusta de noguera | Pedestal                                   |
| Fecha desconocida | Arqueta mesita "Muchacha con guirnalda de cintas y flores"                 | Museo del Modernismo Catalán, Barcelona | Arqueta en madera de roble y paneles de marquetería. | Muchacha con guirnalda de cintas y flores. |

Gracias a la información proporcionada por Alexandre Cirici i Pellicer, fue posible seguir los diferentes conjuntos que realizó durante toda esta etapa, aunque muchas de las obras mencionadas quedan dispersas. Homar realizó trabajos para el negociante de maderas Oliva, el salón de la casa Par de Mesa, los muebles de la Casa Burés, de la Casa Lleó Morera, y de la Casa Barbey. También realizó encargos para el Marqués de Marianao, Arumí, los Milà, Godó y Batlló de La Vanguardia, Tayà, Barret, el Baró d'Oller, Pladellorens, Vicens Bosch, Joan Amigó i Barriga, para la biblioteca popular de F. Bonnemaison, los Gonzàlez, así como los elementos decorativos de la casa de Francesc Macià en Lérida y el conjunto art déco de la Casa Garí de San Vicente de Montalt, ya en una etapa posterior al modernismo.
Ya en este repaso de los trabajos en la casa Par de Mesa se puede observar la diversidad de los trabajos de los talleres Homar:

[…] en el salón de la casa Par de Mesa, una mesita de patas inclinadas con nervios y vegetación de inspiración gótica, alterna con un escaño y un armario de perfiles rectangulares, ornamentados con flora ondulante y coup de fouet, con los típicos lirios azules y adormideras. Los lirios azules aparecen asimismo en la parte baja de los cortinajes y su galería, pintados a mano en los propios talleres de Homar. La luminaria, como la mesa, es un juego de nervios y hojas espinosas.

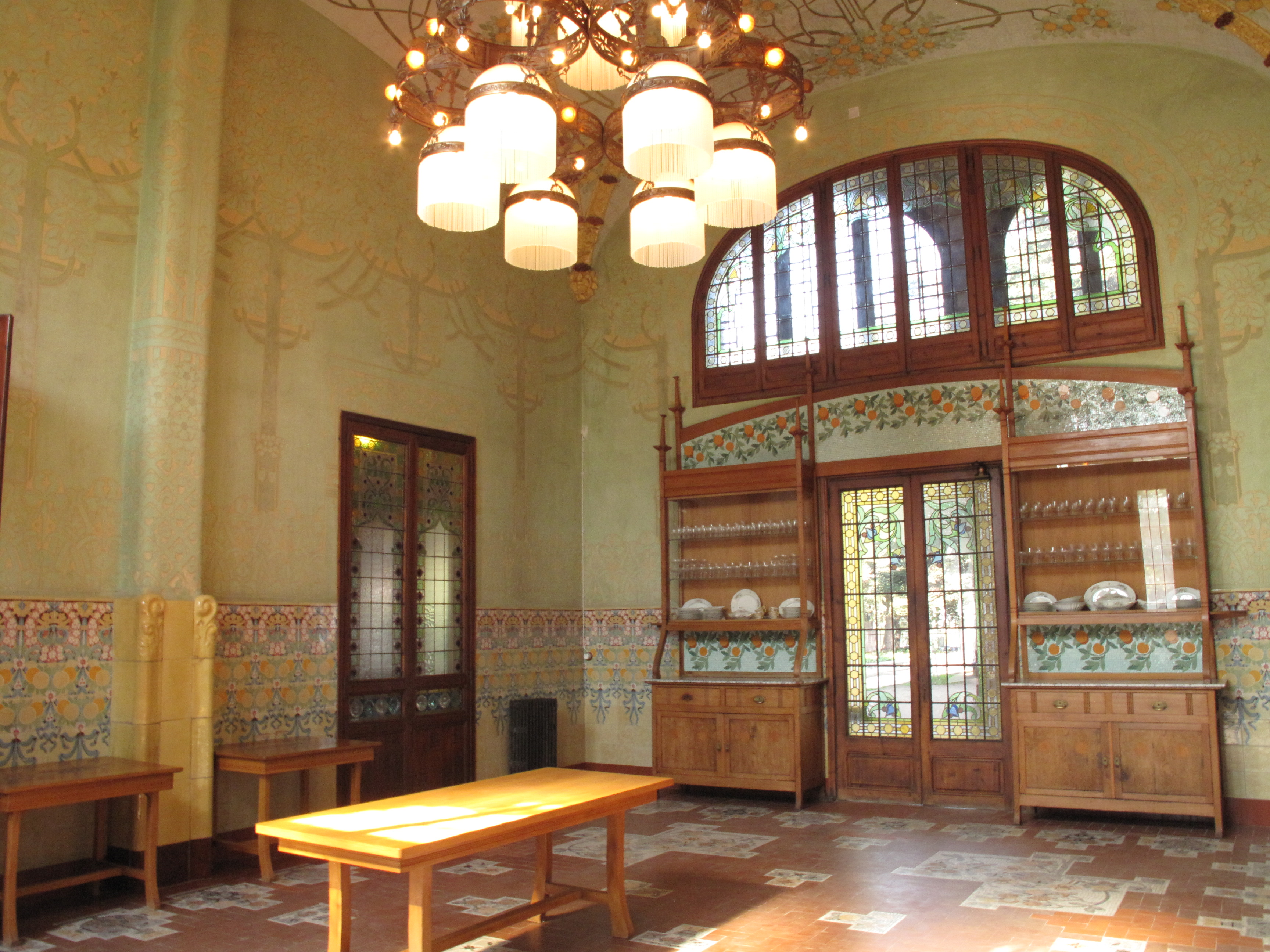
Interior del Pabellón de los distinguidos en el Instituto Pere Mata, Reus.

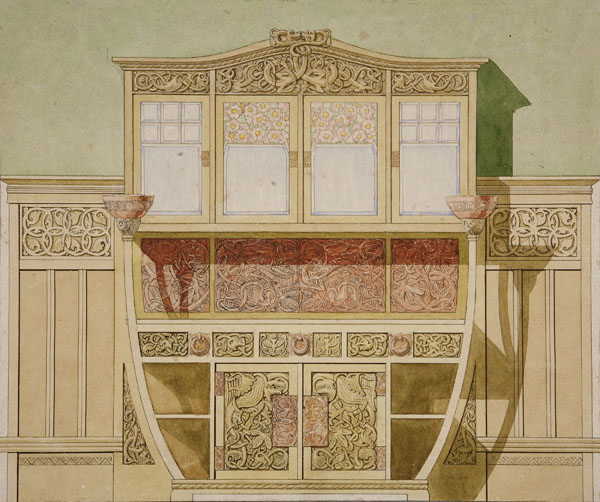
Dibujo de un mueble para la casa Burés.

En cuanto a su actividad como decorador en establecimientos públicos, en el año 1900 destacan las colaboraciones con Alexandre de Riquer para la farmacia Grado Inglada y con Pau Roig en la tienda de instrumentos musicales Cassadó i Moreu de Gracia. En 1903 realizó las obras de decoración en La Colmena de Gràcia y participó en la reforma de la antigua sastrería de Enric Morel. En 1919 realizó la decoración de la farmacia del Dr. Fita en Les Corts, y en 1911, con Jaume Llogueras, decoró el Café Royal. También participó en el amueblamiento y la decoración de las estancias del pabellón de Primera Clase y de Distinguidos del Manicomio Pere Mata de Reus.
En 1900 recibe el encargo de decorar la Casa Burés. Para esta casa, Homar proyectó un mobiliario diferente, de estilo floral, tímidamente goticista y bastante japonizante que presentaba la arquitectura del edificio. En el comedor apuesta por las sillas con el respaldo y los brazos en curva, propios de los asientos nórdicos, decorados con figuras de dragones entrelazadas. La mesa está decorada con marqueterías de Pau Roig y la luz metálica, obra de Homar, era una especie de gran corona bizantina de placas, cada una con los mismos dragones enfrentados. Paisajes y temas de influencia noruega, pintados por Oleguer Junyent, decoraban los muros y vitrales. La sala de juego de la misma casa fue decorada con pinturas de Junyent, que constituían un friso paisajístico nebuloso en lo alto, encima de una boiserie británica de madera.
| Año       | Nombre   | Ubicación  | Descripción | Foto                 |
| --------- | -------- | ---------- | --- | -------------------- |
| 1900-1906 | Chimenea | Casa Burés | Chimenea cerrada con sus escaños en una construcción de madera de influencias goticistas, acentuando el ambiente primitivo y nórdico del comedor. Fue decorada con relieves de Carreras, representando escenas de caza, y pinturas de tipo medieval de Oleguer Junyent. La boca de la chimenea era una boca de dragón en cobre. | Chimenea, Casa Burés |

De todos los conjuntos decorativos que realizó Gaspar Homar en la época del modernismo, tienen especial interés las intervenciones en la Casa Lleó Morera en Barcelona y en la Casa Navàs en Reus, las que representan la quintaesencia del modernismo y constituyen unas de las manifestaciones más exitosas en el campo de la decoración de interiores. El influyente arquitecto Domènech i Montaner encargó el amueblamiento de estas dos viviendas burgueses a Gaspar Homar, cuyos talleres suministraron todos los accesorios decorativos y funcionales. Se trata, en ambos casos, de conjuntos que mantienen una fidelidad al programa simbólico-ornamental ideado por el arquitecto, y donde Homar compaginó la calidad y el valor de la tradición y el artesanado con la producción seriada. No será extraño encontrar modelos repetidos, sobre todo en el ámbito de la marquetería y los paneles con mosaicos. Se trata, por tanto, de un trabajo seriado, que le permite aprovechar los modelos y hacer composiciones independientes que tuvieron una gran salida comercial. 

#### Casa Lleó Morera
El conjunto de mobiliario encargado por Lluís Domènech i Montaner a Homar para la casa Lleó Morera es el más atractivo del modernismo en Cataluña. Los muebles del salón de la casa, que actualmente se conservan en el Museo Nacional de Arte de Cataluña, pertenecen a un estilo lleno de un naturalismo que se conforma con el del edificio. El conjunto se compone de un aparador, un sofá, un armario, boiseries, sillas, sillones y una mesa de centro. 
Los muebles son decorados con vitrales emplomados, tallas y marqueterías. Las boiseries son decoradas con grandes marqueterías, con influencias japonitzantes, con carnaciones de personajes en relieve. Representan doncellas prerrafaelitas en medio de guirnaldas, árboles floridos y estanques con cisnes. Los muebles también son decorados con tallas en los elementos de estructuras y marqueterías en los paramentos. La mesita y las sillas son adornadas con flores estampadas libremente, pero con simetría. En el armario destaca la marquetería de dos damas y un caballero de leyenda medieval.
| Año  | Nombre                                               | Ubicación                          | Descripción | Foto                                            |
| ---- | ---------------------------------------------------- | ---------------------------------- | --- | ----------------------------------------------- |
| 1905 | Sofá y panel decorativo                              | Museo Nacional de Arte de Cataluña | Sofá con vitrinas laterales y panel decorativo de marquetería con dos figuras en un jardín. Madera de roble americano con paneles de olivo, dorados, vidrio emplomado y tapizado de terciopelo verde no original. Talla y marquetería de fresno, Sicómoro, falsa caoba, jacaranda, bubinga, hibiscus y tronco de olmo. M: 267x259x68 cm (Sofá) i 100x137,5 cm. (panel marquetería)          | Sofá y panel decorativo de la casa Lleó Morera. |
| 1905 | Armario, paneles decorativos, mesa de centro y silla | Museo Nacional de Arte de Cataluña | Armario de tres cuerpos con paneles decorativos de marquetería. Madera de roble americano, vidrio biselado, roble repujado y marquetería de caoba, sicomoro, cepa de doradilla, Mansonia y fresno, e incrustaciones de metal. M: 190x190,5x51 (armario) y 54x78,5 cm (panel marquetería). Mesa de centro y silla de madera de roble tallada con aplicaciones de marquetería en el respaldo. | Muebles de la casa Lleó Morera.                 |
| 1905 | Aparador                                             | Museo Nacional de Arte de Cataluña | Aparador de dos cuerpos. Madera de olivo teñida, talla, metal martelé, vidrio biselado y marquetería de doradilla, fresno, Sicómoro, jacaranda, nogal y boj. M: 300x202x53 cm. | Aparador.                                       |

#### Casa Navàs
Construida entre 1901 y 1908 por el arquitecto Lluís Domènech i Montaner, la Casa Navàs es sin duda el mejor conjunto de arquitectura privada del modernismo conservado tal y como se creó originalmente, y es una de las muestras más exitosas en el campo de la decoración de interiores en la que se alcanza el ideal del arte total. El encargo del mobiliario, las lámparas y aparatos de iluminación, los cortinajes, alfombras, algunos mosaicos decorativos, la metalistería aplicada (las manijas, las bisagras u otras aplicaciones metálicas a los muebles) y la carpintería artística (las puertas, los techos, las boiseries con marqueterías o los parqués), entre otros objetos decorativos, fueron encargados Gaspar Homar. En este momento de consolidación de su taller, logró la realización de un programa decorativo completo, el la que el mobiliario y la ornamentación se integraron al conjunto arquitectónico con proporciones agradables a la vista.
El programa decorativo ideado y realizadp de forma integral por Homar, viene marcado por la utilización de un repertorio inspirado en la poética de los jardines, que abarca tanto la totalidad como el más pequeño detalle. A pesar de la gran proliferación decorativa, la concepción espacial y su envoltorio decorativo es de línea contenida, sin ninguna exageración en las estructuras y con los ornamentos centrales planos, siguiendo la tendencia preponderante en Europa después de la Exposición de las Artes Decorativas de Turín de 1902. La elegancia se evidencia en el tratamiento de los materiales sin enmascarar, en la utilización de maderas cálidas en combinación con los mármoles y las tapicerías, las proporciones equilibradas.
| Año       | Nombre      | Ubicación        | Descripción | Foto         |
| --------- | ----------- | ---------------- | --- | ------------ |
| 1901-1907 | Sofá escaño | Casa Navàs, Reus | Sofá escaño flanqueado por dos vitrinas laterales. Se trata de un mueble con una función eminentemente decorativa, que a la vez sirve para lucir porcelanas o jarrones, combinándose con los paneles de marquetería con escenas decorativas de damas prerrafaelitas en medio de jardines y con flores. | Sofá escaño. |

### Etapa final (1915-1955)
A partir de 1915 se pone de manifiesto el declive de su producción modernista, que alterna con los estilos históricos y con algunos proyectos art déco. Homar pasó entonces por un eclipse comercial y, a contracorriente, quiso mantener su aportación creadora, pero las necesidades comerciales terminaron obligándole a ceder ante el gusto imperante. A partir de entonces consideró los objetos que salieron de su taller no como obras de arte, sino como productos industriales.
Cabe señalar los muebles de inspiración renacentista que construyó para el coleccionista Ignacio Abadal, y el conjunto de la Casa Garí de San Vicente de Montalt, de estilo  cubista, con azules y plateados en listados, haciendo rombos a los diferentes muebles lacados, y que se pueden poner en relación con los trabajos de Sonia Delaunay y los diseños art déco de paravientos de Jean Dunand.
Una vez cerrado el taller de ebanistería en 1920, Gaspar Homar se dedicó al comercio de antigüedades y a la restauración de obras de arte. Su faceta de coleccionista y anticuario le llevó a asesorar al mecenas y político Francesc Cambó i Batlle en la formación de su colección. Como buen modernista, Homar coleccionaba estampas japonesas, cerámica de reflejos metálicos, vidrios antiguos y tapices.

## Artes aplicadas

### Marquetería
Nota: se sigue el orden temático propuesto en: Museo Nacional de Arte de Cataluña (1998). Catàleg Gaspar Homar, moblista i dissenyador del Modernisme. Barcelona.
La marquetería es uno de los elementos que diferenciaron Gaspar Homar de los demás ebanistas. Su uso concede más refinamiento y distinción a los muebles, acoplando varios tipos de maderas para obtener los tonos apropiados sin tener que hacer uso de los tintes de anilina. 
Emil Orlik fue quien introdujo esta técnica en Europa, tras aprender el procedimiento durante una estancia en Japón. Inicialmente, Homar intentó imitar este procedimiento con maderas teñidas y fue a partir de 1896 que decidió utilizar sólo materiales de color original. Para las carnaciones en bajorrelieve,  Homar empleaba la madera de holly, de un blanco permanente que no oscurece como el sicómoro; para el rosado, el palisandro; para el naranja, la madera de tuya, que tiene un dibujo en forma de pequeñas pinceladas; para el morado, el amaranto; para el color rojizo, la caoba de Asia; para el marrón con manchas, la magnolia; para el verde pálido, el fresno de Hungría; para el verde intenso, la madera de hibiscus también conocido como hau; para el gris plateado, la raíz de olmo; y para el negro, el ébano. Estas fueron las maderas principales empleadas para Homar, aunque llegó a utilizar cerca de cuarenta variedades. A los diferentes tipos de maderas, se añadieron incrustaciones de nácar, piedras duras, marfil y metal, que contribuyeron a embellecer el mueble.  

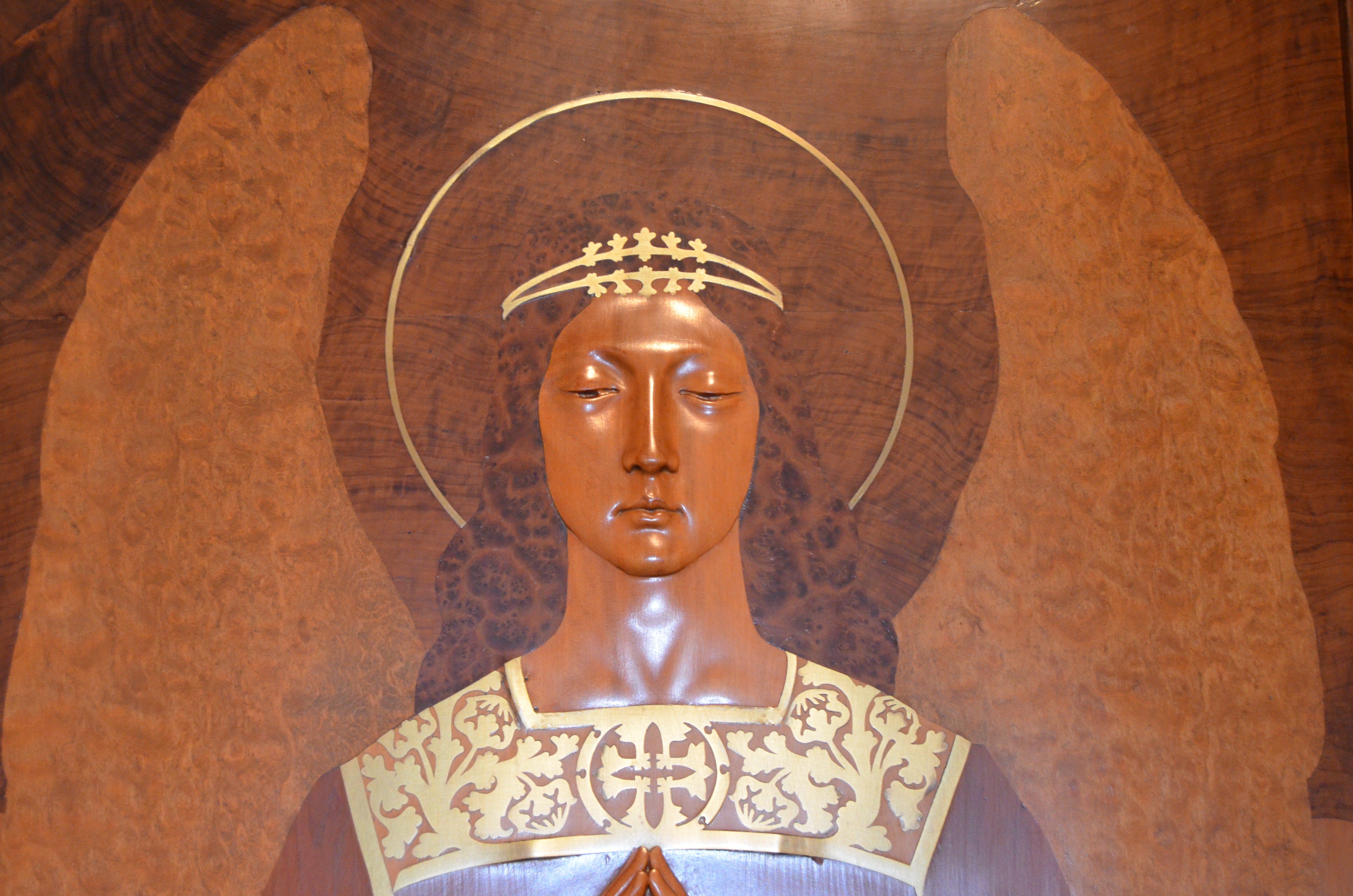
Detalle del rostro del Ángel del sueño en el cabezal de una cama, Museo del Modernismo Catalán.

Inicialmente, Homar hizo algunas pruebas, siguiendo con metal los perfiles de los elementos florales, como si se tratara de una obra en esmalte. El brillo metálico aumentó el gusto oriental de las estilizaciones vegetales. Poco a poco fue incorporando la temática simbolista, que tanto le caracterizó. En 1903, en el momento de apogeo de su producción modernista, ya se había prefigurado el repertorio iconográfico de sus marqueterías: la representación del ángel con las alas extendidas, que transcribe plásticamente la poesía de Apel·les Mestres "El Ángel del Sueño"; las figuras alegóricas de las estaciones y la música; San Miguel arcángel y San Jorge, y las imágenes de culto de la Virgen de Montserrat, de Pilar y las Inmaculadas; las evocaciones cuatrocentistas  botticellianes; el tema de la danza o la sardana; Juana de Arco;  Leda y el Cisne, y las herederas de las musas griegas tocando el arpa, la lira, la viola e instrumentos de percusión. Asociados a la figura femenina, a menudo aparecen estanques y bosques poblados de lirios, orquídeas, dientes de león, cardos, hojas de palmito y roble que se combinan con las ornamentaciones de tamaño que representan rosas —cercanas a las que Margaret MacDonald popularizó en el pabellón escocés de Charles Rennie Mackintosh «Rose Boudoir», en el marco de la Exposición Universal de Turín en 1902—; las anémonas y los cítricos, tan abundantes en la región de Mallorca al tiempo concomitante a los vieneses y en especial a Olbrich. En sus marqueterías, el orientalismo es un componente esencial y se manifiesta tanto desde un punto de vista iconográfico como compositivo. La interpretación de la ornamentación vegetal y la concepción panteísta propia de la naturaleza, así como los rasgos raciales que asumen algunas de sus figuras, son claros ejemplos. Además, las composiciones destacan por la ausencia de perspectiva y la acusada bidimensionalidad: su formato, que evoca el kakemono, es uno de los aspectos del estilo sugerentemente oriental que lo caracteriza.
| Año        | Nombre                                | Ubicación                          | Descripción | Foto                                   |
| ---------- | ------------------------------------- | ---------------------------------- | --- | -------------------------------------- |
| 1903       | La sardana                            | Museo Nacional de Arte de Cataluña | Panel de marquetería "La Sardana" que forma parte de un sofá vitrina. Madera de jacaranda, mansonia, roble, ébano, Sicómoro, doradilla, boj, cerezo y fresno de Hungría. | La sardana.                            |
| 1905       | Dama en un bosque y dama en un jardín | Museo Nacional de Arte de Cataluña | Dos figuras en paneles con marquetería; madera de Sicómoro, hibíscus, fresno, jacaranda, doradilla y encina. M: 156x47,5 cm.                                             | Dama en un bosque y dama en un jardín. |
| Circa 1903 | Ángel del sueño                       | Museo del Modernismo Catalán       | Panel en madera de nogal, caoba, roble, limonero, fresno e incrustación de metal. Diseño y composición de Sebastià Junyent. M: 270x159x6 cm                              | El Ángel del sueño.                    |
| Circa 1905 | Virgen de Montserrat                  | Museo del Modernismo Catalán       | Cabezal de cama con marquetería que representa la Virgen de Montserrat. Talla y marquetería, madera de caoba. M: 200x160 cm.                                             | Virgen de Montserrat.                  |

La mayoría de las marqueterías y los bajo relieves que salían del taller de Homar habían sido dibujado por Josep Pey, aunque Alexandre de Riquer, Pau Roig y los hermanos Junyent también hicieron excelentes composiciones, y la ejecución técnica de las marqueterías iba a cargo de Joan Segarra e hijos. En todas las marqueterías hay un cuidadoso estudio compositivo y una perfecta adaptación del contenido del marco, lo que es difícil encontrar en otras marqueterías coetáneas. Aunque otros ebanistas como J. Esteve i Hoyos, Joaquim Gassó y Joan Busquets trabajaron la marquetería —partiendo además de los mismos modelos dibujados por Junyent y Pey—, los resultados alcanzados por Homar fueron significamente superiores, como ya se señaló en la prensa de la época:

[...] algunas tentativas que se han realizado para imitarlo, han dado resultados que se diferencian completamente de las obras mencionadas [...].
J. Pujol i Brull, en Ilustració catalana, junio de 1903.

### Metalistería
Si bien Homar perpetuó la tradición familiar con la ebanistería, el uso de la metalistería le adentraba en un terreno de investigación nuevo. Crucial fue el aprendizaje en el taller de Francesc Vidal, quien tenía la capacidad de dotar a los metales más modestos de una belleza elegante y severa. Homar asimiló técnicas y conocimientos integrados en esta importante manufactura, y cuando se estableció por su cuenta,  proyectó y ejecutó en sus talleres aparatos de iluminación como lucernas, lámparas, arañas, candelabros y faroles, en los que incorporó trabajos de repujado, cincelado pulido y patinado de los metales. El alumbrado eléctrico devenía usual en todas las capitales y Homar tuvo que adaptar sus lámparas de gas a este sistema. Sus proyectos de iluminación incluían diseños propios del modernismo: las libélulas y los elementos florales estilizados se adecuaban a su función y al sistema lumínico empleado.
Los percheros, los paragüeros, las rejas y las jardineras formaban parte de su catálogo de proyectos concebidos exclusivamente en metal, habitualmente bronce o latón, materiales dúctiles y maleables. Otras piezas de mobiliario, como los sofás escaño y los paragüeros-percha incorporaron metales de formas retorcidas y sinuosas que representan la base de una flor de girasol.
Homar siguió la sugestión de los muebles de Hector Guimard, particularmente en los paragüeros y los escaños con candelabro, piezas en las que se daba un importante papel al metal, ya que sólo este material permitió la realización de los aparentes juegos elásticos de Guimard, y su tendencia al adelgazamiento de las fibras, que encontró una forma perfecta en los muebles de latón y cobre que construía Buchwald Sándor.
| Año  | Nombre           | Ubicación                          | Descripción                                                                    | Foto                              |
| ---- | ---------------- | ---------------------------------- | ------------------------------------------------------------------------------ | --------------------------------- |
| 1905 | Lámpara de techo | Museo Nacional de Arte de Cataluña | Lámpara de techo en cobre repujado y dorado y hierro forjado. M: 171x102 cm. Ø | Lámpara de techo.                 |
| 1905 | Lámpara de techo | Casa Navàs, Reus.                  | Lámpara de techo en cobre repujado y dorado, y hierro forjado.                 | Lámpara de techo.                 |
| 1905 | Aplique de pared | Casa Navàs, Reus.                  | Aplique de pared de cinco luces en cobre repujado y dorado y hierro forjado.   | Aplique de pared en la Casa Navàs |

Los encargos para acondicionar los principales conjuntos de Montaner —la Casa Navàs de Reus, la Casa Lleó Morera y el Pabellón de los distinguidos del Instituto Pere mata de Reus—, le permitieron realizar algunos de los ejemplares más significativos, aunque no se puede dejar de citar sus trabajos en la sastrería Morell de la calle Escudellers, el despacho de la gerencia de La Vanguardia, ni las impresionantes luces con motivos celtas de la casa Burés.

### Paneles mosaicos
Otra de las especialidades de los talleres de Gaspar Homar era la realización de mosaicos. En los inicios, los operarios de su taller tuvieron que improvisar con la técnica pero rápidamente lograron resultados satisfactorios. Su especialidad era el mosaico de pequeñas teselas cerámicas, obtenidas limando trozos de ladrillo. Los dibujos de las figuras eran de Josep Pey, e incidentalmente de  Pau Roig, y a menudo repetían los mismos diseños de las marqueterías; los que eran exclusivamente decorativos eran del mismo Homar. Inicialmente los rostros y las carnaciones eran realizados con mosaico veneciano con esmaltes vítreos, pero más tarde, por influencias orientales, concibió la idea de hacerlas aparecer en bajorrelieve. Para esta tarea encontró un colaborador en el ceramista Antoni Serra, quien se encargó de moldear y cocer en bajo relieve de porcelana, los rostros, las manos y los pies de las figuras musas. Estas figuras se producen con moldes a partir de modelos de yeso, facilitados por el escultor versátil Joan Carreras.
Los trabajos en mosaico más importantes se crearon entre los años 1904 y 1907, momento en que Homar realizó los conjuntos de las casas Burés, Lleó Morera y Navàs. 
| Año  | Nombre                                | Ubicación                          | Descripción | Foto                                   |
| ---- | ------------------------------------- | ---------------------------------- | --- | -------------------------------------- |
| 1905 | Merienda en el campo                  | Museo Nacional de Arte de Cataluña | Panel decorativo, que representa una merienda, ejecutado con la técnica del mosaico. Cerámica y fragmentos de azulejos. Las caras y las manos se realizaron con la técnica de bizcocho de porcelana. M: 182x144 cm. | Merienda en el campo.                  |
| 1905 | Tres mujeres recogiendo fruta         | Museo Nacional de Arte de Cataluña | Panel decorativo, representando una merienda, ejecutado con la técnica del mosaico. Cerámica y fragmentos de azulejo. Las caras y las manos se realizaron con la técnica de bizcocho de porcelana. M: 187x142,5 cm. | Tres mujeres recogiendo fruta.         |
| 1905 | Panel decorativo con figuras y cisnos | Museo del Modernismo Catalán       | Panel decorativo ejecutado con la técnica del mosaico. Cerámica y porcelana. Las caras y las manos están realizadas con la técnica de bizcocho de porcelana. M: 75x195 cm.                                          | Panel decorativo con figuras y cisnos. |

### Textil
La renovación aportada por el Art Nouveau en todas las disciplinas de las artes aplicadas, alcanzó su máxima expresión en el campo del textil. Los proyectos originales de Gaspar Homar documentaron esta especialidad, que ocupó un lugar importante en su repertorio decorativo y que se concreta en los proyectos de cortinajes, tapicerías, fondo de cabecera y tapices pintados, estos últimos de Josep Pey y Sebastià Junyent. Los tejidos estampados sobre terciopelo, inicialmente con elementos florales de tallo sinuoso con el motivo del coup de fouet y con finísimos ribetes bordados en oro, son indisociables del mobiliario: el tapizado de las sillas, los sillones y los sofás, con tonalidades suaves y aterciopeladas, generalmente malvas y verdes pálidos, es característico de su estilo. Sin embargo, buena parte del mobiliario modernista ya no conserva el tapizado original debido al desgaste causado por el uso. Con todo, el conjunto de mobiliario de la casa Navàs de Reus, mantiene intacta su tapicería original y confiere un contrapunto tonal, así como un contraste con el resto de los elementos que integran los muebles, especialmente las marqueterías
Algunos diseños fueron probablemente fabricados por las sederías Fills de Malvehí, firma especializada en la estampación de seda y tejidos, que trabajaba también para la firma Busquets, aunque no se descarta la posibilidad de que se confeccionaron en los mismos talleres de Homar, dotados de diestros operarios de todas las especialidades, que convergían en la decoración y el menaje de una habitación. 
Una manifestación específica del uso del textil en el periodo modernista fue el diseño de alfombras de lana tejidas a mano. Gaspar Homar se proyectó con decoraciones florales y con formas y dimensiones variadas en función del espacio que debían ocupar. Así, se puede destacar los ejemplares de la casa Lleó Morera, con formas semicirculares, destinados a las rotondas de los balcones; de formas rectangulares, para cubrir los espacios de los salones principales, así como las de formas pentagonales y dimensiones más reducidas, que se adaptaban a los espacios que había delante de las chimeneas.

## Premios
- 1907 - Gran Premio en la International Exhibition Artistic Furniture and Home Decorations, que tuvo lugar en el Crystal Palace de Londres.
- 1907 - Gran Premio en la Exposición Internacional de Higiene, Artes, Oficios y Manufacturas de Madrid.
- 1907 - Primera Medalla en la V exposició Internacional de Belles Arts i Indústries Artístiques de Barcelona.
- 1908 - Gran Premio, medalla de oro y gran copa en Esposizione Internazionale Industria-Lavoro Arte Decorativa, que tuvo lugar en el Lido de Venecia.
- 1908 - Gran Premio en la Exposición Hispano-Francesa de Zaragoza.
- 1909 - Gran Premio, miembro del jurado, fuera deconcurso en Exposición Internationale du Confort Moderne de Paris.
- 1915 - Medalla de plata en la Exposición Artística de la Acedemia Provencial de Bellas Artes de Cádiz.